# وادی جزین
وادی جزین (به عربی: وادی جزین) یک منطقهٔ مسکونی در لبنان است که در شهرستان جزین واقع شده‌است. وادی جزین ۱٫۱۰ کیلومتر مربع مساحت دارد ۸۱۰ متر بالاتر از سطح دریا واقع شده‌است.